# Ivan Messelis
Ivan Messelis (Roeselare, 28 maart 1958) is een  Belgisch voormalig veldrijder. 

## Carrière
In totaal won Messelis 27 wedstrijden, waaronder 4 nationale titels. 1 bij de nieuwelingen (1975), 1 bij de junioren (1977) en twee bij de liefhebbers (1984 en 1985). Daarnaast behaalde hij vijf zilveren en twee bronzen medailles op een BK. Ook maakte hij vijftienmaal deel uit van de nationale selectie voor de wereldkampioenschappen. Hij behaalde er tweemaal zilver. In het seizoen 1985-1986 won hij de superprestigecross in Zillebeke. Ook was hij driemaal winnaar van de Noordzeecross (1983, 1984 en 1986).

## Privéleven
Hij is de zoon van de gewezen wielrenner André Messelis.

## Palmares
- 1975:  Belgisch kampioen veldrijden bij de nieuwelingen.
- 1977:  Belgisch kampioen veldrijden bij de juniores.
- 1984:  Belgisch kampioen veldrijden bij de liefhebbers
- 1985:  Belgisch kampioen veldrijden bij de liefhebbers

Wielerploegen van Ivan Messelis
Godimus · 
Mariotti · 
Messelis · 
Peeters · 
Pirard · 
Teirlinck · 
Van Der Vorst · 
Van Ende · 
Vandeperre
Boulanger · 
Ceci · 
Clark · 
Dalgal · 
De Wilde · 
Haghedooren ·
Ilegems · 
Janssens ·
Kools ·   
Messelis · 
Nuttall ·
Peeters · 
Frank Pirard · 
Frits Pirard · 
Schurgers · 
Tourné · 
Van Camp ·
Van Der Vorst (tot 15/06) · 
Van Ende · 
Van Impe ·
Van Oyen ·
Vanhaerens
Boulanger · 
Ceci · 
Clark (tot 28/02) · 
Dalgal · 
De Wilde · 
Haghedooren ·
Heynderickx ·
Ilegems · 
Kools ·   
Kuiper ·
Lilholt ·
Mertens ·
Messelis · 
Meuwissen ·
Nevens ·
Peeters · 
Pirard · 
Schurgers (tot 15/02) · 
Tourné · 
Van Ende · 
Van Oyen ·
Van Slycke · 
Vanhaerens ·
Verleyen ·
Wijnant · 
Wijnants
Ceci · 
Chevallier ·
De Wilde · 
D'Hont · 
Diehl · 
Frison · 
Gaigne · 
Haghedooren ·
Harmeling ·   
Heynderickx ·
Holm ·
Ilegems · 
Leblanc ·
Lilholt ·
Mertens ·
Messelis (tot 15/07) · 
Meuwissen (tot 30/04) ·
Nevens ·
Patry · 
Peeters · 
Pirard · 
Roosen · 
M. Seynaeve · 
S. Seynaeve · 
Thevenin ·
Van Slycke · 
Virvaleix ·
Wijnant
Arroyo · Bailey · Carter · Clark · De Backer · De Wolf · Dorgelo · Günther · Hoste · Kools · Kuum · Lameire · Lammerts · Larsen · LeMond  · Liboton · Martens · Messelis · Museeuw · Namtvedt · Onnockx · Planckaert · Sturgess · Szostek · Van Holen · Van Vooren · Vancraeynest · Verschuere · Zanoli